# Brand (Solingen)
Brand ist eine Ortslage im Südwesten der bergischen Großstadt Solingen.

## Lage und Beschreibung
Der Ort befindet sich im südwestlichen Bereich des Solinger Stadtgebietes im ländlich geprägten Stadtteil Aufderhöhe. Die zu dem Ort gehörenden Gebäude befinden sich entlang der Landesstraße 288, der Opladener Straße, zwischen der Straßenkreuzung mit der Wipperauer Straße und dem nach dem Ort benannten Brander Weg. Der Ort ist durch neuere Bebauung in der Nachkriegszeit mit den Nachbarorten Birkendahl und Gosse zusammengewachsen. Nördlich von Brand befindet sich ein kleiner Höhenrücken, auf dem die Bundesstraße 229 verläuft.
Benachbarte Ortslagen sind bzw. waren (von Nord nach West): Teschenhöhe, Birkendahl, Gillich, Eickenberg, Haasenmühle, Horn, Gosse, Wachssack, Rupelrath, Holzkamp, Landwehr sowie Landwehrhöhe.

## Etymologie
Der Ortsname Brand kommt in vielen Gegenden vor, seine Ursprünge liegen im Hochmittelalter und deuten auf eine Brandrodung hin. Da der Aufderhöher Ort erst seit dem 17. Jahrhundert nachweisbar ist, trifft diese Erklärung hier möglicherweise nicht zu.

## Geschichte
Der Ort ist seit dem 17. Jahrhundert nachweisbar. Um 1670 war in Brand eine Hof- bzw. Honschaftsschule untergebracht. Diese wurde im Jahre 1712 aufgehoben, ab 1746 erneut eingerichtet und im Jahre 1763 verboten.:2 Brand lag an der sogenannten Sandstraße, einer Altstraße von Aufderhöhe nach Opladen, der heute als Opladener Straße bezeichneten Landesstraße 288. Über diese Altstraße, ab Aufderhöhe weiter verlängert um die Löhdorfer bzw. Mangenberger Straße, verlief in früheren Zeiten der mittelalterliche Warenverkehr zwischen Solingen und der Handelsstadt Köln.:90f.
Im Jahre 1715 ist der Ort in der Karte Topographia Ducatus Montani, Blatt Amt Solingen, von Erich Philipp Ploennies mit einer Hofstelle verzeichnet, die in der Mitte geteilt ist. Der östliche Teil ist als birckendal benannt, der westliche Teil ist als brand bezeichnet. Der Ort wurde in den Ortsregistern der Honschaft Ruppelrath innerhalb des Amtes Solingen geführt. Die Topographische Aufnahme der Rheinlande von 1824 verzeichnet den Ort als Brand, die Preußische Uraufnahme von 1844 verzeichnet ihn als Brant. In der Topographischen Karte des Regierungsbezirks Düsseldorf von 1871 ist der Ort nur unbenannt neben Birkendahl verzeichnet.
Nach Gründung der Mairien und späteren Bürgermeistereien Anfang des 19. Jahrhunderts gehörte der Ort zur Bürgermeisterei Höhscheid, die 1856 zur Stadt erhoben wurde.
1815/16 lebten 24, im Jahr 1830 29 Menschen im als Weiler bezeichneten Wohnplatz aufm Brand. 1832 war der Ort weiterhin Teil der Honschaft Ruppelrath innerhalb der Bürgermeisterei Höhscheid, dort lag er in der Flur VIII. Reinoldi Capelle. Der nach der Statistik und Topographie des Regierungsbezirks Düsseldorf als Hofstadt kategorisierte Ort besaß zu dieser Zeit fünf Wohnhäuser und fünf landwirtschaftliche Gebäude. Zu dieser Zeit lebten 28 Einwohner im Ort, davon zehn katholischen und 18 evangelischen Bekenntnisses. Die Gemeinde- und Gutbezirksstatistik der Rheinprovinz führt den Ort 1871 mit fünf Wohnhäuser und 44 Einwohnern auf. Im Gemeindelexikon für die Provinz Rheinland von 1888 werden sieben Wohnhäuser mit 30 Einwohnern angegeben. 1895 besitzt der Ortsteil acht Wohnhäuser mit 42 Einwohnern und gehörte zum evangelischen Kirchspiel Rupelrath, 1905 zählt der Ort fünf Wohnhäuser mit 30 Einwohnern.
Mit der Städtevereinigung zu Groß-Solingen im Jahre 1929 wurde Brand ein Ortsteil Solingens. Bereits auf der Hofacker-Karte von 1898 hat der Ort seine solitäre Lage verloren und war mit Gosse im Süden und dem östlich gelegenen Birkendahl zusammengewachsen. Er ist daher heute nicht mehr als eigener Wohnplatz erkennbar, einzig der Brander Weg erinnert noch an den Ort.